# Själevads landskommun
Själevads landskommun var en tidigare kommun i Västernorrlands län. 

## Administrativ historik
När 1862 års kommunalförordningar trädde i kraft inrättades över hela landet cirka 2 500 kommuner, de flesta av dem landskommuner, vilka normalt motsvarade en gammal socken. I Själevads socken i Ångermanland inrättades då denna kommun.
Den påverkades inte av kommunreformen 1952 utan bildade "storkommun" först 1963 genom sammanläggning med den tidigare kommunen Mo.
Denna konstruktion varade fram till 1971, då kommunen upplöstes och området gick upp i Örnsköldsviks kommun. 
Kommunkoden 1952-1970 var 2231.

### Kyrklig tillhörighet
I kyrkligt hänseende tillhörde kommunen Själevads församling. Den 1 januari 1963 tillkom Mo församling.

## Kommunvapnet
Blasonering: I blått fält en högervänd ängel hållande i famnen ett barn, båda av silver.
Detta vapen går tillbaka på ett sockensigill från 1611 och fastställdes 1961.

## Geografi
Själevads landskommun omfattade den 1 januari 1952 en areal av 308,53 km², varav 283,54 km² land.

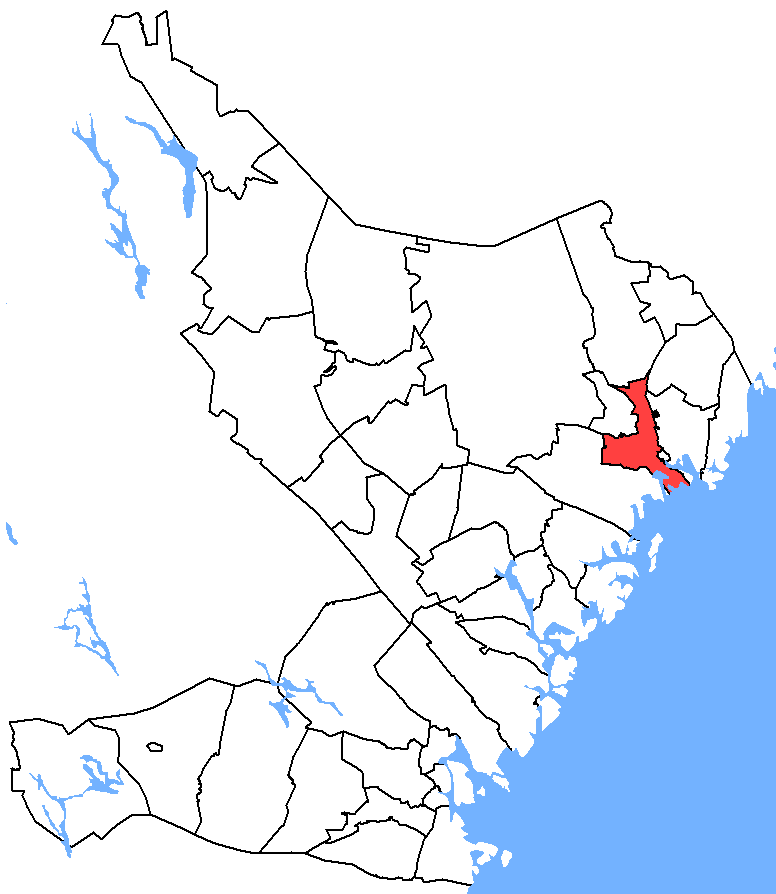
Själevads landskommun 1952–62
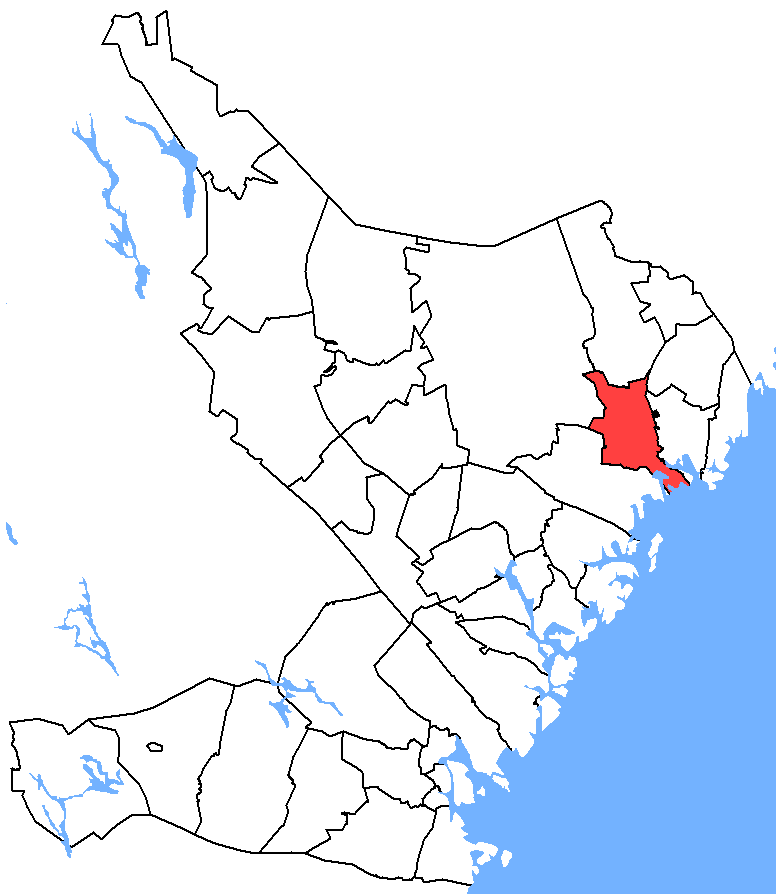
Själevads landskommun 1963-1970

### Tätorter i kommunen 1960
| Tätort                | Folkmängd |
| --------------------- | --------- |
| Örnsköldsvik, del ava | 12 788    |
| Själevad              | 1 334     |
| Överhörnäs            | 540       |
| Billsta               | 415       |
| Västerhus             | 353b      |

Tätortsgraden i kommunen var den 1 november 1960 86,6 procent.

## Politik

### Mandatfördelning i valen 1938-1966
| 29 | 4 | 3 | 4 |

| 39 |

| 2 | 27 | 3 | 4 | 4 |

| 37 |

| 5 | 22 | 4 | 6 | 3 |

| 38 |

|  | 27 | 3 | 7 | 2 |

| 37 |

| 2 | 26 | 3 | 7 | 2 |

| 37 |

| 2 | 27 | 3 | 5 | 3 |

| 36 |

| 2 | 26 | 4 | 6 | 2 |

| 37 |

| 3 | 20 | 6 | 5 | 3 | 3 |

| 35 |

## Vänorter
- Evijärvi, Finland [4]